# Tayde Rodriguez
Pour les articles homonymes, voir Rodriguez.
 (novembre 2016).
María Tayde Rodrigues Preciado (née le 19 juin 1989 à Guadalajara, dans l'État mexicain de Jalisco) est une chanteuse et actrice mexicaine.